# Region Monachium
Region Monachium (niem. Planungsregion München) – region planowania w Niemczech, w kraju związkowym Bawaria, w rejencji Górna Bawaria. Siedzibą regionu jest miasto na prawach powiatu Monachium.
Region leży w centralnej części Bawarii. Na wschodzie graniczy z regionami planowania Landshut oraz Südostoberbayern, na południu z regionem planowania Oberland, na zachodzie z regionem planowania Allgäu, a na północy z regionami planowania Augsburg oraz Ingolstadt.

## Podział administracyjny
W skład regionu Monachium wchodzi:
- jedno miasto na prawach powiatu (kreisfreie Stadt)
- osiem powiatów ziemskich (Landkreis)

Miasta na prawach powiatu:
| Lp. | Nazwa miasta        | Ludność (31.12.2010) | Powierzchnia km² |
| --- | ------------------- | -------------------- | ---------------- |
| 1   | Monachium (München) | 1 353 186            | 310,43           |

Powiaty ziemskie:
| Lp. | Nazwa powiatu       | Ludność (31.12.2010) | Powierzchnia km² | Liczba gmin |
| --- | ------------------- | -------------------- | ---------------- | ----------- |
| 1   | Dachau              | 138 457              | 578,96           | 17          |
| 2   | Ebersberg           | 129 199              | 549,30           | 21          |
| 3   | Erding              | 127 011              | 870,44           | 26          |
| 4   | Freising            | 166 375              | 801,76           | 24          |
| 5   | Fürstenfeldbruck    | 204 538              | 434,78           | 23          |
| 6   | Landsberg am Lech   | 114 626              | 804,49           | 31          |
| 7   | Monachium (München) | 323 015              | 667,27           | 29          |
| 8   | Starnberg           | 130 283              | 488,01           | 14          |